# 克里斯蒂安·林戴爾
克里斯蒂安·林戴爾（1991年11月20日—）是一位瑞典網球運動員。他出生在巴西里约热内卢。林戴爾在2008年成為職業球員。一开始他代表瑞典参赛。2012年2月至6月曾短暂代表巴西参赛，后来再次代表瑞典参赛至今。

## 外部連結
- 克里斯蒂安·林戴爾（英文/西班牙文）的官方資料
- 克里斯蒂安·林戴爾的國際網球總會 職業／青少年 官方資料（英文）
- 克里斯蒂安·林戴爾的官方資料（英文）